# Orazio D'Angelo
Orazio D'Angelo (Castel del Monte, 1857 – Cugnoli, 1919) è stato un avvocato, storico e bibliotecario italiano.

## Biografia
Laureato in giurisprudenza, dal 1908 fu responsabile della Biblioteca Provinciale di L'Aquila dove costituì un importante inventario dei manoscritti e dei libri dell'antico archivio del municipio aquilano (1909).
Orazio D'Angelo fu consigliere e assessore nell'Amministrazione municipale di L'Aquila.
Dal 1905 alla morte, fu segretario della Deputazione di storia patria per gli Abruzzi.
A Castel del Monte, suo paese natale, gli è stata dedicata la biblioteca comunale.

## Opere
- Amelia Giuliani / racconto di Orazio D'Angelo, L'Aquila, Forcella, 1875
- Illustri abruzzesi, Casalbordino, stab. Tip. Nicola de Arcangelis, 1884-1896
- Lo Stato e le associazioni nella questione sociale: note di economia politica / dell'avv. Orazio D'Angelo, L'Aquila, Tip. Aternina, 1890
- L'eccezione della verità nel reato di diffamazione: note sugli art. 393 e 394 Cod. pen., L'Aquila, B. Vecchioni & figli, 1893
- Il soldato: scene in versi, L'Aquila, Tip. di A. Eliseo, 1894
- La famiglia Perini: dramma in tre atti, L'Aquila, Tip. Aternina, 1898
- Antonio: Dramma in tre atti, L'Aquila, Tip. Aternina, 1899
- Bozzetti drammatici, L'Aquila, Tip. Cooperativa, 1899
- Monopolio ed elettricità, L'Aquila, Tip. Aternina, 1901
- Castel del Monte, L'Aquila, S. Simeone, 1901
- La industria armentizia nella provincia dell'Aquila: conferenza letta nella sala del Consorzio Agrario il 17 marzo 1901, L'Aquila, Tip. Aternina, 1901
- Pro Bovio : discorso pronunziato dall'avv. prof. O. D'Angelo nel Teatro comunale il 21 maggio 1903, Aquila, Tip. Vecchioni, 1903
- The laces' and the womanly professional school of Aquila degli Abruzzi (testo inglese con trad. italiana a fronte: I merletti e le Scuole professionali femminili dell'Aquila degli Abruzzi), L'Aquila, Tip. Edit. Di A. Perfilia, 1903
- Bernardino Cirillo ed il suo epistolario manoscritto, Tip. P. Colaprete, Sulmona 1903
- Costantino Gaglioffi dell'Aquila ed il suo poemetto volgare, Bollettino della Società di storia patria degli Abruzzi. a. 15 (1904), Sulmona, Tip. P. Colaprete, 1904
- I manoscritti dell'Antinori in Anton Ludovico Antinori e il 2. centenario della sua nascita / pubblicazione della Società di storia patria negli Abruzzi, pp. 105–118, L'Aquila, Tip. di A. Perfilia, 1904
- I capitoli di Leonessa sull'arte della lana, Bullettino di Storia Patria Abruzzese[collegamento interrotto], a.17 (1905), L'Aquila, S. Santini, 1905
- La leggenda abruzzese e la scuola femminile di Arti: discorso letto nella Sala Rossa..., L'Aquila, Tip. Aternina, 1905
- L'arte nuova di Teofilo Patini, da Le Notizie, n. 25, L'Aquila, Tip. di A. Perfilia, 1905
- Un antico inventario nuziale, estratto dal volume pubblicato in occasione delle fauste nozze della signorina Vittoria dei duchi Rivera col signor Giuseppe Piromallo Capece Piscicelli Duca di Capracotta', 28 ottobre 1906, L'Aquila, Tip. Aternina, 1906
- Il circolo filodrammatico Carlo Goldoni a Teofilo Patini..., L'Aquila, Tip. Sociale, 1907
- Voci del Gran Sasso (con vignette e fregi di Francesco Perilla), L'Aquila, 1910
- Massaro Andrea: nelle vicende di una famiglia la storia sociale ed economica di un territorio, L'Aquila, Camera di Commercio dell'Aquila, 2003.